# Cabaña Verónica
El Refugio Cabaña Verónica es un refugio de montaña situado en el parque nacional de Picos de Europa (Cantabria, España), a 2325 m s. n. m. en las estribaciones del Pico Tesorero, en el Macizo Central de los Picos de Europa. Su nombre proviene del de una de las hijas de Conrado Sentíes, su promotor y artífice.
Actualmente el peculiar refugio es un icono en los Picos de Europa por su carácter como punto de referencia, lugar de reunión y estación de paso para los excursionistas.

## Características

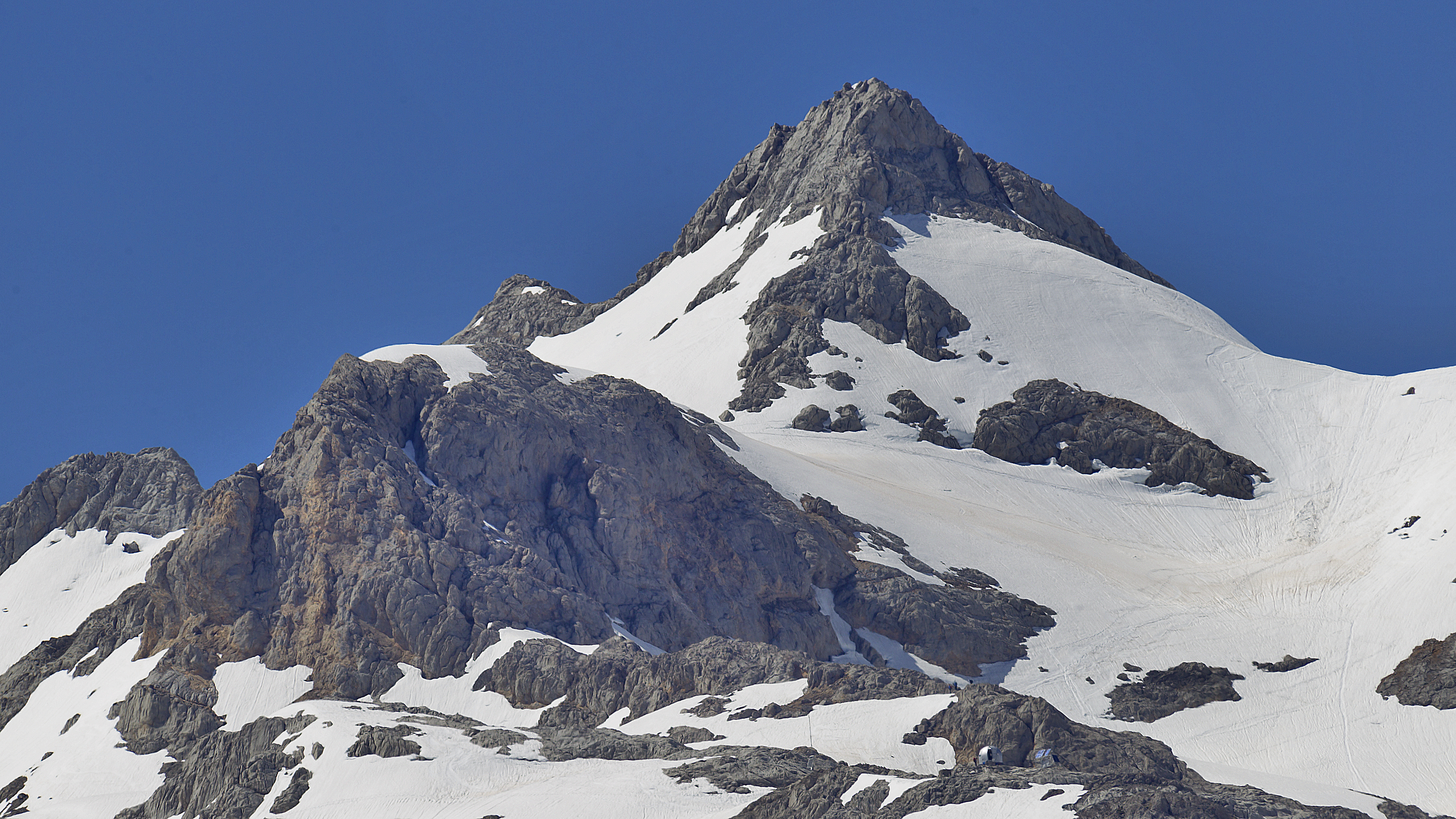
En la parte inferior de la imagen se aprecia a los pies del Pico Tesorero la Cabaña Verónica.

El refugio pertenece a la Federación Cántabra de Deportes de Montaña y Escalada (FCDME) y está abierto desde Semana Santa hasta el mes de octubre. Posee una capacidad para 6 plazas en literas y es gestionado por un guarda que ofrece todos los servicios que se pueden encontrar en un refugio de montaña: comidas, cenas, desayunos, refrescos y bebidas calientes. 
Cabaña Verónica está debidamente equipado para proceder al rescate de montañeros perdidos o heridos; cuenta con un pequeño botiquín, suministro de vituallas, una camilla especial para evacuación de accidentados y una emisora de radio perteneciente a Protección Civil y que puede conectar con el Grupo de Rescate e Intervención en Montaña de la Guardia Civil con base en la localidad de Potes. Dispone además de una estación meteorológica de la Red de Parques Nacionales. No existe fuente de agua cercana.

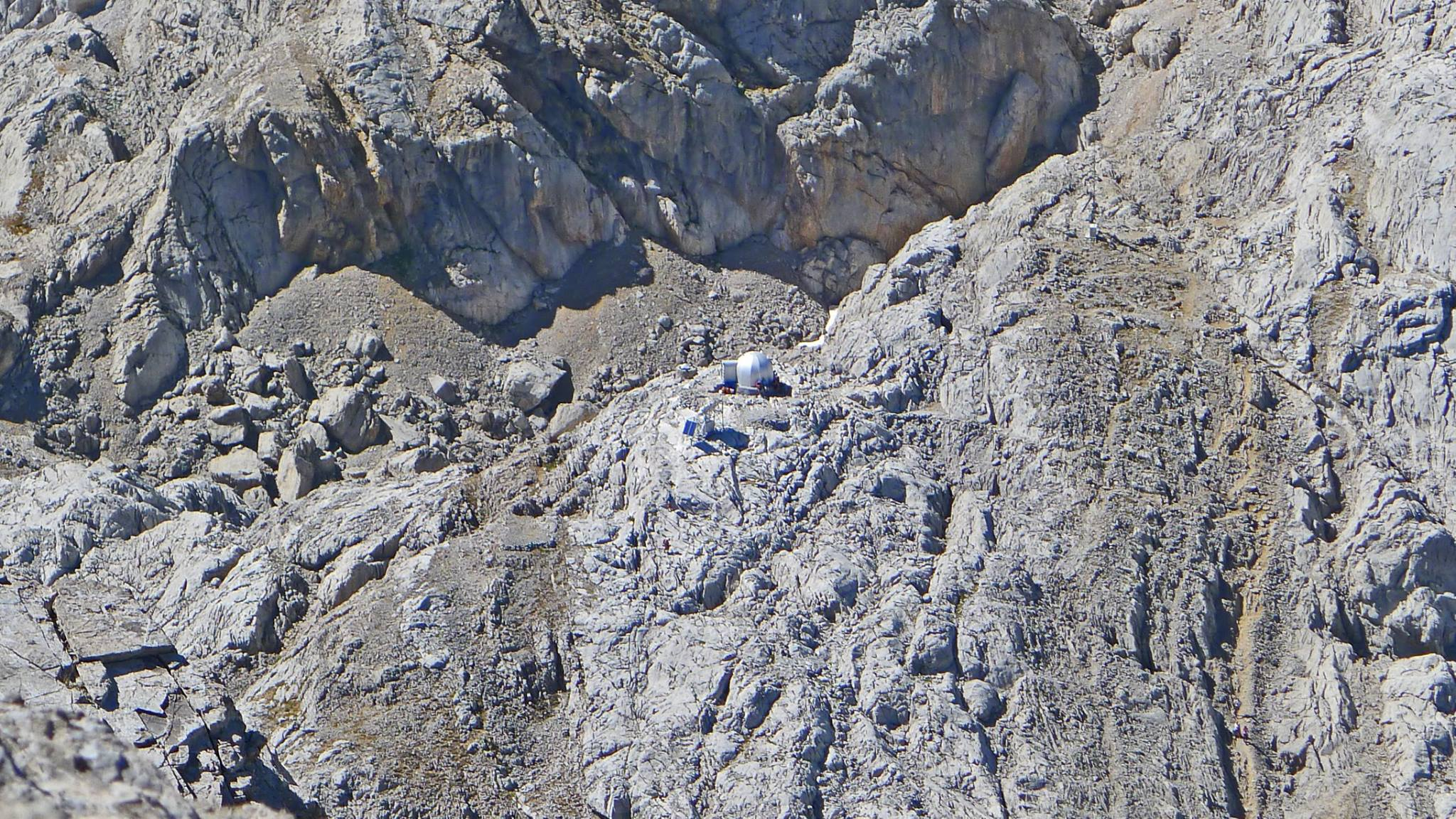
Cabaña Verónica desde Horcados Rojos.

Este peculiar refugio-vivac, de tan solo 9 m², es muy conocido entre los montañeros de Picos de Europa al ser uno de los refugios guardados a mayor altura existentes en la península ibérica. Su estratégica ubicación, en el macizo central de los Picos de Europa y a una distancia de dos horas de la estación superior del teleférico de Fuente Dé, permite dar refugio y avituallamiento a eventuales expediciones entre el refugio de Collado Jermoso y el refugio de Urriellu.

## Historia
El refugio fue creado a instancias del ingeniero bilbaíno Conrado Sentíes y su amigo, el arquitecto Luis Pueyo. Se construyó utilizando la cúpula metálica procedente de la batería antiaérea del portaaviones estadounidense USS Palau, que se encontraba desguazándose en Sestao (Vizcaya). Se tardaron ocho días en montar las piezas y materiales, los cuales se subieron a lomos de caballos debido al coste elevado que suponía el uso de un helicóptero.
Mediante un camión se subía el material hasta la horcadina de Covarobres y de ahí en caballo hasta el emplazamiento elegido. Sobre una sólida base de piedra de mampostería se montó la peculiar estructura del refugio, lo cual llevó ocho días. Finalmente se pintó y se instaló una toma de tierra que aseguraría la construcción frente a las frecuentes tormentas de la zona. La bajante de cable se llevó hasta una profunda sima, que disiparía la corriente de los rayos.
El refugio se inauguraría oficialmente el 13 de agosto del año 1961. Por aquel entonces no existía el teleférico de Fuente Dé y acceder al refugio requería una marcha de dos horas de duración y 491 metros de desnivel.
Durante años el estado de abandono y la desidia lo convirtió en una ruina e incluso sufrió un incendio, llegándose a pensar entonces en su demolición, aunque finalmente se restauró.

## El guarda Mariano Sánchez

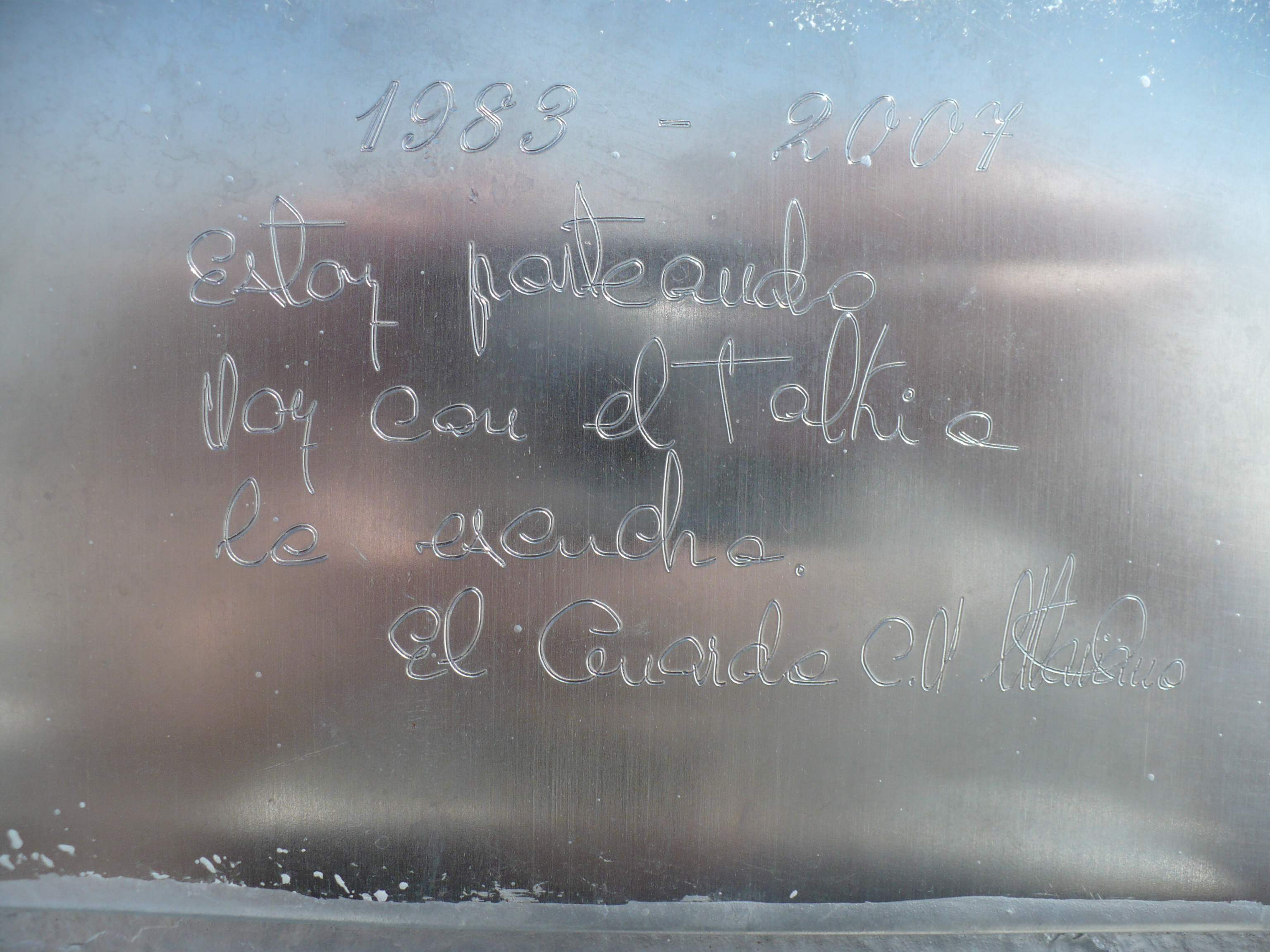
Placa en homenaje a Mariano Sánchez en la que se recoge uno de los avisos que dejaba el guarda del refugio.

Fue un refugio sin guarda hasta 1983. En ese año el montañero Mariano Sánchez Madina, que por entonces tenía 34 años y había sido guarda en Electra de Viesgo y monitor de esquí en la estación de Alto Campoo, abandona Santander, la ciudad en la que residía, y se instala en este pequeño iglú metálico, convirtiéndose en el guarda de Cabaña Verónica. Allí vivía todo el año realizando desinteresadamente su mantenimiento y porteando hasta él los materiales necesarios hasta el verano de 2007, en que cae enfermo y es ingresado en el Hospital Universitario Marqués de Valdecilla de Santander, muriendo el 27 de junio de 2008 a los 57 años de edad.
Un centenar de montañeros esparcieron las cenizas del conocido guarda en el Pico Tesorero e instalaron una placa en Cabaña Verónica en recuerdo de su memoria que reproduce uno de los mensajes que él solía dejar cuando no estaba:

1983-2007. Estoy porteando. Voy con el talki a la escucha. El Guarda C.V Mariano

Desde el 2008 hasta el 2013 el guarda fue José Ramón Pasalodos. Posteriormente estuvo Carlos León Revuelta, y desde 2018 lo es Jorge David Dinis.